# Eaux-Puiseaux
Eaux-Puiseaux település Franciaországban, Aube megyében. Lakosainak száma 251 fő (2022. január 1.). Eaux-Puiseaux Auxon, Ervy-le-Châtel, Maraye-en-Othe és Vosnon községekkel határos.

## Népesség
A település népességének változása:
| Lakosok száma | 216  | 186  | 172  | 234  | 233  | 246  | 255  | 260  | 257  | 251  |
|               | 1968 | 1982 | 1990 | 2006 | 2013 | 2015 | 2017 | 2019 | 2020 | 2022 |